# Tournous-Darré
Tournous-Darré ist eine französische Gemeinde mit 78 Einwohnern (Stand 1. Januar 2022) im Département Hautes-Pyrénées in der Region Okzitanien. Sie gehört zum Kanton Les Coteaux und zum Arrondissement Tarbes. 

## Lage
Sie ist umgeben von folgenden Nachbargemeinden:
| Vidou      | Trie-sur-Baïse                              |             |
| Villembits | Kompassrose, die auf Nachbargemeinden zeigt | Puydarrieux |
|            | Lustar                                      | Sentous     |

## Bevölkerungsentwicklung
| Jahr                      | 1962 | 1968 | 1975 | 1982 | 1990 | 1999 | 2008 | 2016 |
| ------------------------- | ---- | ---- | ---- | ---- | ---- | ---- | ---- | ---- |
| Einwohner                 | 103  | 102  | 102  | 78   | 76   | 80   | 83   | 83   |
| Quelle: Cassini und INSEE |      |      |      |      |      |      |      |      |